# Vanice
Vanice (německy Wanitz) je malá vesnice a část města Vysoké Mýto v okrese Ústí nad Orlicí. Nachází se asi dva kilometry jihozápadně od Vysokého Mýta. Vanice je také název katastrálního území o rozloze 2,1 km².

## Historie
První písemná zmínka o vesnici pochází z roku 1433.